# Grande Prêmio da Bélgica de 1976
Resultados do Grande Prêmio da Bélgica de Fórmula 1 realizado em Zolder em 16 de maio de 1976. Quinta etapa da temporada, teve como vencedor o austríaco Niki Lauda, que subiu ao pódio junto a Clay Regazzoni numa dobradinha da Ferrari, com Jacques Laffite em terceiro pela Ligier-Matra.

## Classificação da prova
| Pos. | Nº | Piloto             | Construtor         | Voltas | Tempo/Diferença | Grid | Pontos |
| ---- | -- | ------------------ | ------------------ | ------ | --------------- | ---- | ------ |
| 1    | 1  | Niki Lauda         | Ferrari            | 70     | 1:42:53.23      | 1    | 9      |
| 2    | 2  | Clay Regazzoni     | Ferrari            | 70     | + 3.46          | 2    | 6      |
| 3    | 26 | Jacques Laffite    | Ligier-Matra       | 70     | + 35.38         | 6    | 4      |
| 4    | 3  | Jody Scheckter     | Tyrrell-Ford       | 70     | + 1:31.00       | 7    | 3      |
| 5    | 19 | Alan Jones         | Surtees-Ford       | 69     | + 1 volta       | 16   | 2      |
| 6    | 12 | Jochen Mass        | McLaren-Ford       | 69     | + 1 volta       | 18   | 1      |
| 7    | 28 | John Watson        | Penske-Ford        | 69     | + 1 volta       | 17   |        |
| 8    | 37 | Larry Perkins      | Boro-Ford          | 69     | + 1 volta       | 20   |        |
| 9    | 17 | Jean-Pierre Jarier | Shadow-Ford        | 69     | + 1 volta       | 14   |        |
| 10   | 16 | Tom Pryce          | Shadow-Ford        | 68     | + 2 voltas      | 13   |        |
| 11   | 21 | Michel Leclère     | Wolf-Williams-Ford | 68     | + 2 voltas      | 25   |        |
| 12   | 32 | Loris Kessel       | Brabham-Ford       | 63     | + 7 voltas      | 23   |        |
| Ret  | 18 | Brett Lunger       | Surtees-Ford       | 62     | Pane elétrica   | 26   |        |
| Ret  | 8  | José Carlos Pace   | Brabham-Alfa Romeo | 58     | Pane elétrica   | 9    |        |
| Ret  | 22 | Chris Amon         | Ensign-Ford        | 51     | Acidente        | 8    |        |
| Ret  | 11 | James Hunt         | McLaren-Ford       | 35     | Câmbio          | 3    |        |
| Ret  | 34 | Hans-Joachim Stuck | March-Ford         | 33     | Suspensão       | 15   |        |
| Ret  | 24 | Harald Ertl        | Hesketh-Ford       | 31     | Motor           | 24   |        |
| Ret  | 4  | Patrick Depailler  | Tyrrell-Ford       | 29     | Motor           | 4    |        |
| Ret  | 5  | Mario Andretti     | Lotus-Ford         | 28     | Semieixo        | 11   |        |
| Ret  | 33 | Patrick Nève       | Brabham-Ford       | 26     | Semieixo        | 19   |        |
| Ret  | 35 | Arturo Merzario    | March-Ford         | 21     | Motor           | 21   |        |
| Ret  | 7  | Carlos Reutemann   | Brabham-Alfa Romeo | 17     | Motor           | 12   |        |
| Ret  | 10 | Ronnie Peterson    | March-Ford         | 16     | Acidente        | 10   |        |
| Ret  | 6  | Gunnar Nilsson     | Lotus-Ford         | 7      | Acidente        | 22   |        |
| Ret  | 9  | Vittorio Brambilla | March-Ford         | 6      | Semieixo        | 5    |        |
| DNQ  | 30 | Emerson Fittipaldi | Fittipaldi-Ford    |        |                 |      |        |
| DNQ  | 20 | Jacky Ickx         | Wolf-Williams-Ford |        |                 |      |        |
| DNQ  | 25 | Guy Edwards        | Hesketh-Ford       |        |                 |      |        |

## Tabela do campeonato após a corrida
| Pos. | Piloto            | Pontos |
| ---- | ----------------- | ------ |
| 1    | Niki Lauda        | 39     |
| 2    | Clay Regazzoni    | 15     |
| 3    | James Hunt        | 15     |
| 4    | Patrick Depailler | 10     |
| 5    | Jochen Mass       | 8      |

| Pos. | Construtor   | Pontos |
| ---- | ------------ | ------ |
| 1    | Ferrari      | 42     |
| 2    | McLaren-Ford | 19     |
| 3    | Tyrrell-Ford | 16     |
| 4    | Ligier-Matra | 7      |
| 5    | Shadow-Ford  | 4      |

- Nota: Somente as primeiras cinco posições estão listadas. A temporada de 1976 foi dividida em dois blocos de oito corridas onde cada piloto descartaria um resultado. Neste ponto esclarecemos: na tabela dos construtores figurava somente o melhor colocado dentre os carros do mesmo time.